# Barry Seal: Król przemytu
Barry Seal: Król przemytu (ang. American Made) – amerykański film polityczny z gatunku komedia z 2017 roku w reżyserii Douga Limana, opowiadający o życiu Barry’ego Seala, amerykańskiego przemytnika i dilera narkotyków oraz informatora CIA. Wyprodukowany przez wytwórnię Universal Pictures. Główna rolę w filmie zagrał Tom Cruise.

## Fabuła
Akcja filmu rozgrywa się w latach 80. XX wieku. Pilot Barry Seal (Tom Cruise) pracuje dla amerykańskich linii lotniczych Trans World Airlines (TWA). Mężczyzna jest najmłodszym spośród pilotów, którzy zasiadali za sterami pasażerskich gigantów – Boeingów 707 i 747. W roku 1972 Barry zostaje przyłapany na przemycie broni dla przeciwników Fidela Castro na Kubie, aresztowany i pozbawiony licencji pilota. Nie może znaleźć legalnej pracy, więc w 1981 roku zgłasza się do kolumbijskiego kartelu z Medellín, proponując mu swoje usługi. Odtąd Seal samodzielnie organizuje wszystkie transporty lotnicze kokainy z Kolumbii do Stanów Zjednoczonych. Za każdy z nich szefowie kartelu płacą mu ponad milion dolarów. Trzy lata później w roku 1984 na Florydzie wpada w ręce agentów służb przeciwnarkotykowych. Aby uniknąć grożących mu sześćdziesięciu lat więzienia, zgadza się być amerykańską „wtyczką” u Kolumbijczyków. Na tym jego kariera się nie kończy.

## Obsada
- Tom Cruise jako Barry Seal, mąż Lucy
- Sarah Wright jako Lucy Seal, żona Barry’ego
- Domhnall Gleeson jako Monty Schafer
- Jayma Mays jako Dana Sibota[3]
- Jesse Plemons jako szeryf Downing, mąż Judy
- Lola Kirke jako Judy Downing, żona szeryfa
- Jed Rees jako Louis Finkle
- Caleb Landry Jones jako JB, młodszy brat Lucy
- Connor Trinneer jako George W. Bush

## Produkcja

### Miejsce kręcenia
Zdjęcia do filmu kręcono w Atlancie, Ball Ground, Madison w stanie Georgia, Nowym Orleanie w Luizjanie w Stanach Zjednoczonych oraz w Medellín w Kolumbii. Okres zdjęciowy trwał od 18 maja do 11 września 2015 roku. Z kolei dokrętki realizowano od 3 lutego do 11 lutego 2016 oraz w styczniu i lutym 2017 roku.

### Katastrofa lotnicza
11 września 2015 roku w trakcie kręcenia zdjęć do filmu w Kolumbii rozbił się samolot z trzema członkami ekipy filmu. Carlos Berl oraz znany w środowisku filmowym pilot Alan David Purwin zginęli na miejscu. Rodziny ofiar pozwały producentów za poświęcenie procedur bezpieczeństwa na rzecz przyspieszenia produkcji. Amerykański pilot Jimmy Lee Garland w wyniku odniesienia poważnych ran został przetransportowany do miejscowego szpitala.

## Odbiór
Film Barry Seal: Król przemytu spotkał się z pozytywnymi recenzjami od krytyków. W serwisie Rotten Tomatoes średnia ocen filmu wyniosła 91% ze średnią oceną 7 na 10. Na portalu Metacritic średnia ocen wyniosła 63 punkty na 100.